# Membrankanal
Membrankanäle transportieren Ionen oder Moleküle durch biologische Membranen in der Zelle. Diese Transportsysteme katalysieren die energieunabhängige erleichterte Diffusion durch einen transmembranen Kanal. Sie weisen keine Stereospezifität auf, können aber spezifisch für eine Klasse von Molekülen sein.
Zu den kanalbildenden Proteinen zählen die Proteinfamilien der α-helicalen-Kanalproteine (wie Ionenkanäle) und nicht-ribosomal synthetisierte Kanäle (wie Gramicidin, Digitoxin), sowie die Holine.
Membrankanäle und porenbildende Proteine bilden zusammen eine Klasse der Transportproteine in der TCDB-Klassifikation.